# Max von Bredow (Politiker, 1817)
Maximilian Karl Friedrich Albert (Albrecht) von Bredow (* 15. Januar 1817 in Landin; † 28. Oktober 1893 in Berlin) war ein preußischer Oberst und Rittergutsbesitzer.

## Leben

### Herkunft
Seine Eltern waren Karl Ernst Samuel von Bredow (1777–1825) und dessen Ehefrau Luise Dorotha Frederike Charlotte, geborene von Bredow (1790–1859) aus dem Hause Wagenitz. Sein Vater war Herr auf Stechow, Zapel, Laaslich und Rambow.

### Karriere
Bredow war Zögling an der Ritterakademie Brandenburg, ging 1834 dann zum Kürassier-Regiment „Kaiser Nikolaus I. von Russland“ (Brandenburgisches) Nr. 6 in Brandenburg an der Havel, wurde dort ein Jahr später Fähnrich, 1836 Sekonde-Leutnant. Er studierte wohl an der Friedrich-Wilhelms-Universität zu Berlin, war nachweislich (zwischen 1839 und 1841) Mitglied und später Ehrenmitglied des Corps Neoborussia Berlin. Nach dem Studium schlug er wieder die Offizierslaufbahn in der Preußischen Armee ein und wurde 1852 Premieur-Leutnant und 1853 Rittmeister, 1861 Major. 1866 erreichte er den Dienstgrad Oberstleutnant und hatte hier schon die Führung des Kürassier-Regiment „Herzog Friedrich Eugen von Württemberg“ (Westpreußisches) Nr. 5 inne. Zuletzt avancierte Max von Bredow zum Oberst und nahm 1867 seinen ersten Verabschiedung. 1870 erfolgte die erneute Aktivierung mit der Übernahme des Kommandos des 2. Reserve-Ulanen-Regiments. Dann lebte er auf seinem ererbten Rittergut Zapel bei Karstädt und saß von 1891 bis zu seinem Tod im Preußischen Herrenhaus. Er wohnte auch in Berlin und teils in Charlottenburg.

### Familie
Er heiratete am 18. Oktober 1841 Thusnelda von Puttkamer (1821–1861). Aus der Ehe ging die Tochter Thusnelda Bertha Elisabeth (* 1845; † 1908) hervor, sie war die erste Ehefrau des preußischen Major Karl von Bredow-Buchow-Carpzow.